# Pigall

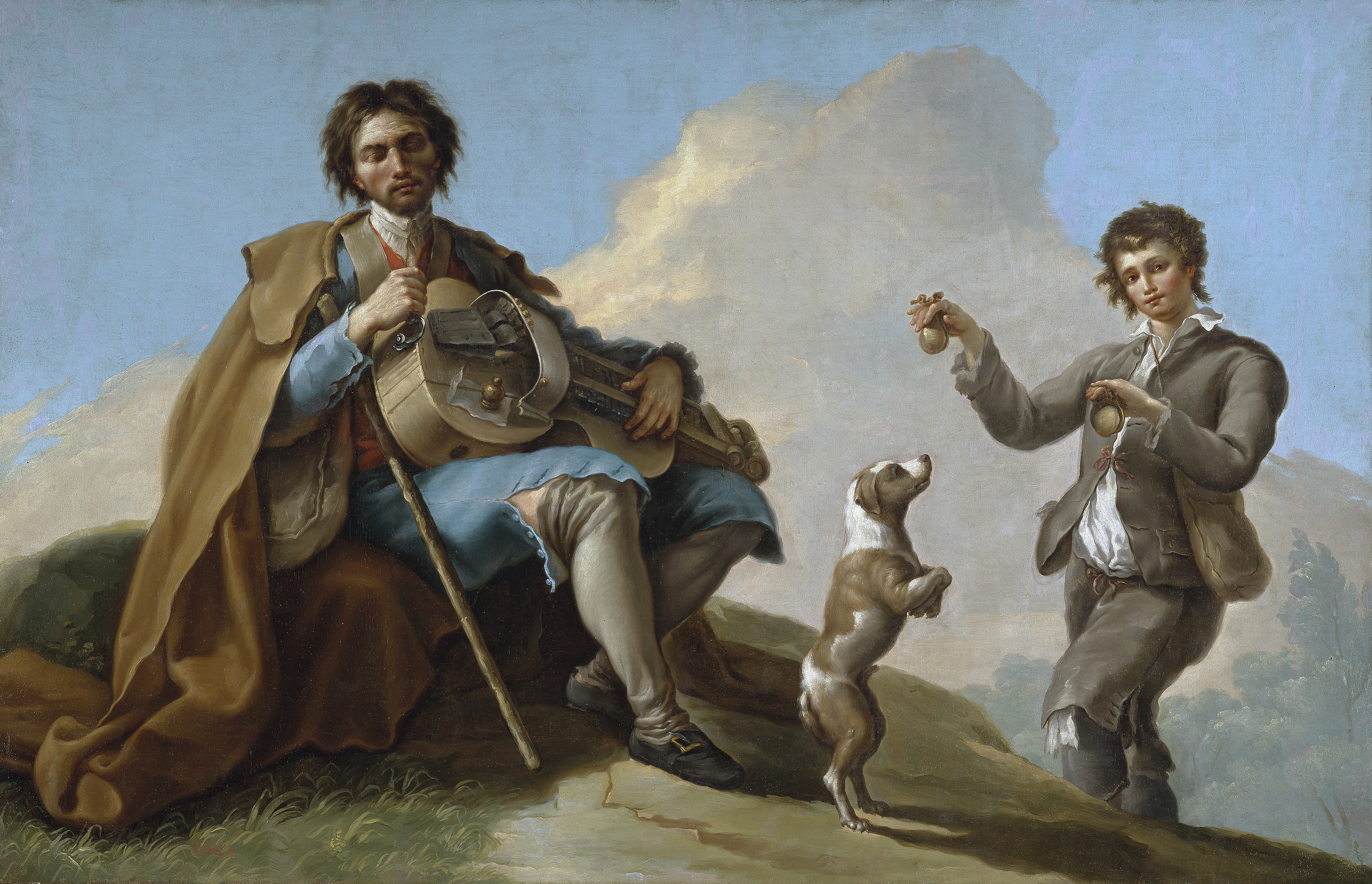
El cec músic amb el seu pigall, pintat per Ramón Bayeu i Pujaves el 1786.

Es coneix com a pigall la persona o l'animal que guia, dirigeix o acompanya a qui necessita d'ajuda per desplaçar-se (com per exemple un cec). El terme s'utilitza per a designar un "lazarillo" tant en català com en altres llengües de la península,

## Etimologia
Pigall és probablement una veu d'origen pre-romà, relacionat amb dial. pigal, pigall ‘roc, penyal', atès que un pigall és un puntal per a un cec, o en castellà antic. picaño, parallelament a pícaro 1a font: 1839.

## El pigall i el cec dels romanços
Hi ha molts exemples de la presència d'aquest personatge en la dramatúrgia peninsular del Segle d'Or, serveixi d'exemple el que protagonitza l'entremès de Lanini titulat El dia de San Blas en Madrid, i recollit en la Col·lecció molt rara d'entremesos, balls i lloes intitulada Pizcas del ingenio publicada per Cotarelo i Mori el 1908.
També els va immortalitzar el refranyer. «Lo cantan los ciegos», deia el refrany barroc (recollit per Luis Galindo en les seves Sentencias filosòficas i morales el 1660-1669); o la dita en baix-aragonés «si vols que el cec canti, la paga davant».
Diversos autors han dedicat moments de la seva obra a les figures coneguda com el cec dels romanços i el seu pigall, narrador de contes, músic, histriònic, monòton i melodramàtic, des del segle segle xvi fins al xx. El va definir Peter Burke en el seu llibre dedicat a la cultura popular en l'Europa moderna, com a «creador-transmissor ja des de l'origen de la literatura». El va cantar l'Arxipreste de Hita en el segle xiv, i des de llavors el ‘compositor-cantor-venedor’ ha donat vida a una completíssima iconografia (des del gravat primitiu fins al cinema contemporani). El cec dels romanços, acompanyat del seu pigall i, quan podia, del seu acordió, zanfona o violí, va acaparar la missió de difusor d'una literatura popular en forma de romanços, materialitzada en els «plecs de cordill» —i abans en els «plecs de cec»—, en el seu incansable viatge per fires, places i llogarets remots. La literatura del Segle d'Or el descriu en "La vida de Lazarillo de Tormes i Miguel de Cervantes el va retratar per boca de Pedro de Urdemalas:

### El pigall de Pedro de Urdemalas
| «                     | Fuime y topé un ciego a quien diez meses serví ...que a ser años, yo supiera lo que no supo Merlín. Aprendí la jerigonza y a ser vistoso aprendí, y a componer oraciones en verso airoso y gentil... | » |
| — Miguel de Cervantes | |   |

### El pigall deLa ilustre fregona
La ilustre fregonaés una novel·la picaresca i una novel·la d'amor. Un gènere literari que podríem anomenar picaresca cervantina. Se salta l'autobiografia, la primera persona, ja que el seu personatge mai està sol i explica la seva vida només accidentalment. Mai no es dona cap mena de determinisme perquè el més important és el valor de la persona, poder escollir entre el que està bé i el que està malament. És el pigall (en castellà lazarillo) amb vocació de pigall: jove que fuig de la societat jerarquitzada on la picaresca és símbol de llibertat. És una opció de la seva llibertat personal, ja que quan vulgui tornarà a la seva societat, sempre amb el rerefons moralitzant de ser bon ciutadà.

### Descripció del cec i el pigall de Salvador Rueda
Salvador Rueda, considerat precursor del modernisme, en el cant setè del seu Poema Nacional, descriu així al cec dels romanços:
| «                       | Poco lucido de zancas, mal estirado de piernas, en girones y en harapos la triste figura envuelta, la guitarra á las espaldas y el báculo en la derecha, valido de un lazarillo que le habilita la senda, el ciego de los romances se encamina a la plazuela. | » |
| — Salvador Rueda (1890) | |   |

## Gos pigall
És freqüent, encara en l'actualitat, que els cecs comptin amb el suport d'un gos pigall a l'hora de desplaçar-se. Aquests gossos d'assistència són entrenats en centres especialitzats perquè puguin assistir a les persones no vidents, conduint a la via pública i ajudant-les a la llar.
Entre els gossos que habitualment són entrenats perquè exerceixin de pigalls de persones amb problemes de visió hi ha molt sovint els de la raça Labrador Retriever, ja que tenen un caràcter molt assossegat i calmat, fonamental per a la tasca que han de desenvolupar.